# Lebu
Lebu – miasto portowe i komuna w Chile, zarządzana przez magistrat Lebu. Lebu jest także stolicą Prowincji Arauco w regionie Bío Bío. Miasto położone jest na południowym brzegu ujścia rzeki Lebu.
W komunie zawiera się również wyspa Mocha.

## Historia
Lebu po raz pierwszy zostało założone powyżej obecnych granic miasta w Forcie Santa Margarita zbudowanego przez Garcíe Hurtado de Mendoza na początku 1557 roku na północnym brzegu rzeki Lebu przy salto de Gualgalén, na zachodzie fortu Cupaño. W 1566 guwernant Rodrigo de Quiroga zbudował fort w miejscu praktycznie pokrywającym się z obecnymi granicami miasta Lebu na rozkaz kapitana Agustína de Ahumada.
Miasto zostało opuszczone w roku 1569 po oblężeniu miasta przez Mapuche.
Fort Santa Margarita został zniszczony w 1599, w 1603 został odbudowany jako fort Santa Margarita de Austria przez gubernatora Alonso de Ribera.
W dwudziestym wieku miasto rozwinęło się jako centrum górnicze. 
W 1960 trzęsienie ziemi zniszczyło wiele zabudowań miejskich.

## Klimat
Według Klasyfikacji klimatów Köppena klimat został określony jako klimat śródziemnomorski przybrzeżny(Csb).

## Administracja
Jako komuna, Lebu jest trzecią jednostką administracyjną Chile zarządzaną przez magistrat rad, kierowany przez burmistrza wybieranego elekcyjnie co cztery lata. W latach 2008–2012 funkcje burmistrza pełni Carlos González Anjari (PS).
Okręg wyborczy Lebu jest reprezentowany w Izbie Deputowanych przez Manuela Monsalve (PS) i Ivána Norambuena (UDI) jako część czterdziestego szóstego okręgu wyborczego (razem z Lotą, Arauco, Curanilahue, Los Álamos, Cañete, Contulmo i Tirúą). Komuna jest reprezentowana w senacie przez Victora Pérez Varela (UDI) i Mariano Ruiz -Esquide Jara (PDC) jako część trzynastego okręgu senatorskiego (Biobío-Coast).